# أفرا
أفرا (بالألمانية: Afra von Augsburg) وهي قديسة مسيحية توفيت عام 304 م. لم يذكرها مؤرخو القديسين في القرن الخامس مما يعطي وجودها غموضا تاريخيا.